# 草酸盐
草酸盐是草酸形成的盐类，含有草酸根离子（C2O42−或(COO)22−）。由于草酸是二元酸，因此草酸盐分为正盐草酸盐与酸式盐草酸氢盐两类，后者含有HC2O4−。
草酸根离子（见右图）可作配体，与很多金属离子形成配合物，尤其是螯合物。该离子中，含有一个平面的八电子π体系，电子稳定性特别突出。它属于还原性阴离子，可被氧化剂，如高锰酸钾氧化为二氧化碳。
草酸盐有毒，人吞食可能發生草酸盐中毒，导致肾脏疾病甚至死亡。草酸根离子可沉淀钙离子，生成不溶于水的草酸钙。

## 例子
- 草酸钠 - Na2C2O4
- 草酸钙 - CaC2O4，肾结石的主要成分
- 草酸铁钾 - [K3[Fe(C2O4)3]，含有六配位铁的配离子
- 草酸铵 - (NH4)2C2O4